# Асслер, Николь
Нико́ль Ассле́р (фр. Nicole Hassler; 1 июня 1941 г. — 19 ноября 1996 г.) — французская фигуристка, выступавшая в женском одиночном катании, дочь хоккеиста Альбера Асслера. Бронзовый призёр чемпионата мира 1963 года.

## Карьера
В 1960-х годах Николь Асслер была лидером французского женского катания, шесть раз одержав победу на национальном чемпионате. На международном уровне выступала не столь удачно и никогда не выигрывала чемпионатов мира и Европы, однако, на чемпионате Европы 1963 года стала второй, а в 1964, 1965 и 1966 годах поднималась на третью ступеньку пьедестала. Асслер выделяли скоростное и качественное исполнение вращений, а слабым местом были прыжки, что не позволяло ей соперничать с такими спортсменками, как Шаукье Дейкстра и Регина Хайтцер.
Запомнилась (в том числе советским зрителям) уникальным показательным номером на песню Евгения Родыгина «Уральская рябинушка», пять разных вращений с огромным количеством оборотов (в том числе свыше 40) и финальной спиралью в либеле через весь каток, продолжительностью 22 сек. На чемпионате Европы 1965 в Москве пораженная советская публика устроила овацию и вызвала Асслер «на бис».
Асслер представляла страну на зимних Олимпийских играх 1960 года, где заняла 11-е место, и 1964 года, где стала четвёртой. После окончания любительской спортивной карьеры в 1967 году ушла в профессионалы.

## Достижения
| Соревнование            | 1958 | 1959 | 1960 | 1961 | 1962 | 1963 | 1964 | 1965 | 1966 |
| ----------------------- | ---- | ---- | ---- | ---- | ---- | ---- | ---- | ---- | ---- |
| Зимние Олимпийские игры |      |      | 11   |      |      |      | 4    |      |      |
| Чемпионаты мира         |      |      |      |      | 6    | 3    | 4    |      | 5    |
| Чемпионаты Европы       |      |      |      | 8    | 6    | 2    | 3    | 3    | 3    |
| Чемпионаты Франции      | 3    | 2    | 1    | 2    | 1    | 1    | 1    | 1    | 1    |